# Дипломатія ad hoc
Дипломатія ad hoc — діяльність тимчасового представництва держави, яке направляється однією державою до іншої за узгодженням з останньою для вирішення особливо важливих питань або для виконання спеціального завдання. За постійними посольствами зберігається повсякденне обслуговування офіційних зносин. У вирішенні інших питань ключова роль відводиться спеціальним місіям.

## Історія
Неспростовні факти підтверджують, що саме спеціальні місії були першоосновою сучасної дипломатичної структури. На початку зародження цивілізації в контексті розвитку перших міждержавних та міжнародних відносин взагалі не існувало ніяких інших форм дипломатичної діяльності, крім спеціальних місій. Адже недостатній розвиток засобів зв'язку та сполучень, крайня відособленість держав, а головне — відсутність більш-менш регулярних економічних, торговельних, культурних та інших контактів призводили до того, що усталеної системи дипломатичних зносин із характерною для неї практикою заснування постійних дипломатичних представництв за кордоном не існувало й узагалі не могло бути.
Спеціальні місії за тих часів, так само як сьогодні це роблять постійні дипломатичні представництва, вели переговори з найрізноманітніших питань, що викликали взаємний міждержавний інтерес. Були серед цих питань і такі, що мали церемоніальний характер (наприклад, участь послів інших держав в урочистостях з нагоди монархічних шлюбів, сходження на престол тощо).
Головною відмінністю стародавніх спеціальних дипломатичних місій від сучасних було те, що в ті часи акредитуюча держава не була зобов'язаною отримувати згоду від країни перебування на прийом спеціальної місії. Це пояснювалось причинами об'єктивного характеру, насамперед, відсутністю регулярних, надійних систем зв'язку. Звичайно, здебільшого такі місії відправлялися за кордон на свій страх і ризик, а поняття дипломатичних імунітетів і привілеїв мали досить умовний характер.
«На початку січня 1652 року козацькі посли до польського короля — Герасим Лукевич, Семен Звягли, Михайло Табуренко — під час перебування у Луцьку зазнали нападу з боку слуг володимирського підкоморія Пузини. Був навесні 1654 року побитий кримським ханом полковник Семен Савич. Наприкінці червня 1653 року затримала польська шляхта посла до короля — київського полковника Ждановича — і посадила під варту. Більш як півроку затримувався угорським князем козацький полковник Михайло Суличич» — В. Сергійчук, «Армія Богдана Хмельницького» (Київ, 1996) (с. 109—110).
Ще однією важливою особливістю спеціальних дипломатичних місій вказаного періоду була, в силу відомих причин, обмежена кількість їхніх учасників. Знову цитуємо В. Сергійчука: «Хотілося б зазначити й те, що козацькі посольства, як правило, були нечисленними. До їх складу входили посол (один або кілька), прислуга (кухар, скажімо), а також перекладачі» (с. 109).

### В Україні
Про те, що функції спеціальних місій до XVI—XVIII ст. та їхня організація по суті не відрізнялись від звичайного кола питань, що вирішуються в дипломатичному порядку, свідчить практика не лише багатьох європейських країн, а й українських державотворень, які в боротьбі за національне самовизначення надавали дипломатії, зокрема спеціальним дипломатичним місіям, особливого значення.
Так, у монографії відомого українського дослідника В. Сергійчука «Армія Богдана Хмельницького» (Київ, 1996) зазначається:
«З другої половини XVI ст. козацька дипломатія наводить контакти з багатьма європейськими країнами. Тут і перші зв'язки з австрійськими монархами, римською курією, кримським ханом. Запорозькі посли відіграють важливу роль у врегулюванні конфліктів між Військом Запорозьким і урядом Речі Посполитої у ході національно-визвольної боротьби українського народу проти польської шляхти наприкінці XVI — першій половині XVII ст. …У другій половині XVI—середині XVII століття козацькі дипломати, як правило, представники дніпровської вольниці, були відомі в усій Європі, їх приймали монархи далеких від України земель. У складному переплетінні міжнародних подій того часу вони відігравали важливу роль у вирішенні багатьох життєво необхідних питань; вплив українського козацтва, його дипломатії особливо позначився за часів Богдана Хмельницького, зусиллями якого витворився акт Переяславської ради, що круто змінив історичну долю українського народу» (с. 104—110).
Таким чином, можна зробити висновки, що за всіх своїх особливостей та специфічних рис спеціальні дипломатичні місії протягом первісного етапу створення універсальної системи світових міжнародних відносин, тобто в давні та середні віки, були, по суті, єдиною всеохопною і відносно ефективною формою дипломатії. Важливо наголосити, що з настанням періоду так званої регулярної дипломатії (XVI—XVIII ст.) та переходом його в епоху класичної дипломатії (початок XIX—XX ст.) спеціальні місії не припинили свого існування.
Прикладом із національної історії епохи УНР може слугувати поїздка дипломатичної місії УНР, очолюваної відомим українським політиком, автором книги «Ukraina Irredenta» Юліаном Бачинським, до США. В монографії О. Павлюка «Боротьба України за незалежність і політика США 1917—1923» (Київ, 1996 р.) зазначається: «Ще у січні 1919 р. Рада народних міністрів ухвалила законопроєкт про призначення такої місії. Уряд УНР надавав їй великого значення. В поясненні до законопроєкту говорилося, що „місія до Сполучених Держав буде мати надзвичайну державну вагу. Через це вона повинна бути поставлена в особливі умови щодо персонального складу і видатків на утримання“. Про значення, яке уряд УНР надавав місії до США, свідчить і той факт, що її було зараховано до першого розряду, так само як місії у Парижі, Лондоні, Берліні, Берні і Москві» (с. 69).

## Наш час
В наш час центр дипломатичної роботи змістився в бік регулярної дипломатії, тобто постійних дипломатичних представництв держав за кордоном. Тому в діяльності спеціальних місій також відбулися певні функціональні зміни: здебільшого вона зводиться до моментів церемоніального характеру. Хоча, звичайно, на них покладається в окремих випадках виконання конкретних, важливих дипломатичних доручень. Особливо часто спеціальні місії застосовувались протягом XX ст. у випадках, коли та чи інша держава боролася за своє самовизначення, досягнення суверенітету і, не маючи при цьому постійних дипломатичних представництв за кордоном, змушена була користуватися спеціальними місіями для захисту своїх інтересів на міжнародній арені. У другій половині XX ст. спеціальні місії, крім випадків церемоніального характеру, застосовувались, як правило, для гасіння численних воєнних конфліктів, що спалахували в різних куточках нашої планети.
Якими ж є міжнародно-правові підстави організації та діяльності спеціальних місій на сучасному етапі? Оскільки дипломатичні представництва і спеціальні місії мають спільну основу — суверенне право держав на участь у міжнародному спілкуванні, — їхня діяльність відбувається у спільному правовому колі, хоча, звичайно, спеціальні місії мають власну сферу дії.